# 亨利·贝尔内特
亨利·贝尔内特（Henry Bernet，2007年1月25日—），瑞士男子网球运动员。

## 个人生活
亨利·贝尔内特出生于巴塞尔，父母分别是罗伯特（Robert）和米歇尔（Michèle）。他有一个兄弟路易斯（Luis）和一个妹妹艾米（Amy）。15岁时，他搬到比尔的瑞士网球国家训练中心（Swiss Tennis National Performance Center）训练。
作为一名来自巴塞尔的瑞士选手，且是一名单手反拍球员，贝尔内特经常将他与罗杰·费德勒进行比较。

## 青少年时期
2022年7月，贝尔内特代表瑞士参加2022年欧洲青年夏季奥林匹克运动会。2023年他进入了他进入U16欧洲青少年网球锦标赛单打半决赛，并与同胞弗林·托马斯一起赢得双打冠军。他在2024年法国网球公开赛上首次亮相青少年大满贯赛事最终进入八强。

## 职业生涯
2023年8月，他在ITF男子M25级别赛事穆滕茨网球公开赛 (Muttenz Open) 中获得了参加个人首场职业比赛的资格，并进入了第二轮。
2024年7月，他获得了楚格网球公开赛正赛的外卡，他在第二轮击败胡安·巴勃罗·巴里利亚斯，成为第一个2007年或以后出生进入ATP挑战赛八强的球员。
2024年10月，他以外卡身份与热罗姆·基姆一起参加了2024年瑞士室内网球赛双打正赛，这是他的ATP巡回赛首秀。他们战胜了亚历杭德罗·塔维洛和尼古拉斯·雅里进入了第二轮。在单打资格赛首轮中，他以外卡身份击败了法比奧·福尼尼，但止步于资格赛第二轮。

## 备注
1. ↑  根据新华社人名译名大辞典，Bernet有法语和德语两种译法，鉴于巴塞尔日常使用瑞士德语，故采用了德语译法。